# Mein Freund, der König
Mein Freund, der König (Originaltitel: My Pal, the King) ist ein US-amerikanischer Western aus dem Jahr 1932 von Kurt Neumann mit Tom Mix und Mickey Rooney in den Hauptrollen. Der Pre-Code-Film wurde von Universal Pictures produziert und basiert auf einer Originalstory von Richard Schayer.

## Handlung
Tom Reed besucht mit seiner berühmten Rodeo-Show das Königreich Alvonia. Der zehnjährige König Charles V. interessiert sich mehr für die Show als für die Regierungsgeschäfte. Nach einem Gespräch mit seinem neuen Freund Tom wird Charles dazu inspiriert, seine Bevölkerung ehrenhaft zu behandeln. Dieser neue Plan passt nicht zu den Plänen von Graf De Mar, der als Premierminister das Land regiert. Er will vielmehr der Bevölkerung enorme Steuern auferlegen.
Charles zerreißt die neue Steuervorlage, was den Hass des Grafen De Mar hervorruft. Der Graf schmiedet ein Komplott mit der Königinwitwe und lässt den König und seinen Erzieher Dr. Lorenz entführen. Er sperrt sie in einen Kerker und rät Lorenz, Charles zu töten und dann Selbstmord zu begehen. Da der Lehrer sich weigert, lässt der Graf den Kerker fluten. Prinzessin Elsa, die Tante des Königs, erzählt Tom, dass Charles vermisst wird. Tom spürt ihn in der Festung auf, in der er gefangen gehalten wird. Nach einem Kampf zwischen der von Toms Freund Red angeführten Rodeo-Crew und den Männern des Grafen ertrinkt der Graf in dem mit Wasser gefüllten Kerker, während Charles und Dr. Lorenz von Tom gerettet werden. Der junge König verspricht, das Leben, die Freiheit und das Streben nach Glück nicht zu vergessen.

## Hintergrund
Gedreht wurde der Film vom 17. Mai bis zum 2. Juni 1932 in den Universal-Studios in Universal City.
Einer Nachrichtenmeldung zufolge sagte der Regieassistent Philip Karlstein (Geburtsname von Phil Karlson) bei einer Untersuchung der Nationalen Behörde für Arbeitsbeziehungen (National Labour Relations Board) im Jahr 1938 aus, dass ihm die Regie für die letzten drei oder vier Tage dieses Films übertragen wurde, nachdem Regisseur Kurt Neumann von dem Projekt abgezogen worden war. Die Untersuchung befasste sich mit der Frage, ob jemals Regieassistenten für die Regie von Szenen herangezogen wurden.

## Veröffentlichung
Die Premiere des Films fand am 4. August 1932 statt. 1933 kam er im Deutschen Reich und in Österreich (hier unter dem Titel Zirkus Tom Mix) in die Kinos.

## Kritiken
Mordaunt Hall von der The New York Times befand, das Ergebnis sei eine gute Unterhaltung für Kinder, die nicht nur die Möglichkeit haben, einer melodramatischen Geschichte zu folgen, sondern auch Stuntreitern aus dem Fernen Westen in einer Zirkusarena in Aktion zu sehen.
Der Kritiker des TV Guide fand den Film so unkonventionell und so unterhaltsam, wie es nur gehe. Er habe genau die richtige Mischung aus Spaß und Action, die auf allen Ebenen gelungen ist. Die Regie halte die melodramatische Handlung schön in Bewegung. Die Wild-West-Show von Mix scheine nicht in die Geschichte eingepresst zu sein.